# Hakea trifurcata
Hakea trifurcata är en tvåhjärtbladig växtart som först beskrevs av James Edward Smith, och fick sitt nu gällande namn av Robert Brown. Hakea trifurcata ingår i släktet Hakea och familjen Proteaceae. Inga underarter finns listade i Catalogue of Life.